# 55P/Tempel-Tuttle
55P/Tempel-Tuttle, comúnmente conocido como el cometa Tempel-Tuttle, fue descubierto por Wilhelm Tempel de manera independiente el 19 de diciembre de 1865, nuevamente avistado por Horace Parnell Tuttle en enero de 1866.
Es el cuerpo padre de la lluvia de estrellas Leónidas. En 1699, fueron observadas por Gottfried Kirch, pero no fueron reconocidas como un cometa periódico sino hasta los descubrimientos de Tempel y Tuttle durante el perihelio de 1866.
La órbita del 55P/Tempel-Tuttle interseca precisamente a la de la Tierra, y por consiguiente el material expulsado del cometa durante el perihelio se encuentra con la Tierra que al transcurrir el tiempo intercepta los restos del material, los cuales se consumen antes de caer al suelo. Esta coincidencia representa que el material del cometa continúa denso cuando se encuentra con la Tierra; como resultado obtenemos este fenómeno de lluvia de estrellas en un ciclo de 33 años.